# ويليامس (كاليفورنيا)
ويليامس (بالإنجليزية: Williams)‏ هي إحدى مدن مقاطعة كولوسا، كاليفورنيا. تم إعطاءها لقب مدينة في 17 مايو، 1920.

## التركيبة السكانية
حدّد مكتب تعداد الولايات المتحدة بيانات التركيبة السكانية لويليامس في تعداد الولايات المتحدة. في ما يلي، التركيبة السكانية حسب تعدادي 2000 و2010.

### تعداد عام 2000
بلغ عدد سكان ويليامس 3,670 نسمة بحسب تعداد عام 2000، وبلغ عدد الأسر 924 أسرة وعدد العائلات 746 عائلة مقيمة في المدينة. في حين سجلت الكثافة السكانية 286.5 نسمة لكل كيلومتر مربع (742.0/ميل2). وبلغ عدد الوحدات السكنية 968 وحدة بمتوسط كثافة قدره 75.6 لكل كيلومتر مربع (195.8/ميل2).
وتوزع التركيب العرقي للمدينة بنسبة 45.45% من البيض و0.49% من الأمريكيين الأفارقة و1.14% من الأمريكيين الأصليين و1.14% من الأمريكيين ذوي الأصول الآسيوية و45.50% من الأعراق الأخرى و6.27% من عرقين مختلطين أو أكثر و71.20% من الهسبانيون أو اللاتينيون من أي عرق.
بلغ عدد الأسر 924 أسرة كانت نسبة 55.6% منها لديها أطفال تحت سن الثامنة عشر تعيش معهم، وبلغت نسبة الأزواج القاطنين مع بعضهم البعض 66.2% من أصل المجموع الكلي للأسر، ونسبة 8.7% من الأسر كان لديها معيلات من الإناث دون وجود شريك، بينما كانت نسبة 5.8% من الأسر لديها معيلون من الذكور دون وجود شريكة وكانت نسبة 19.3% من غير العائلات. تألفت نسبة 16.9% من أصل جميع الأسر من عدة أفراد يعيشون في نفس المنزل ونسبة 8.7% كانت تتألف من شخص يعيش بمفرده يبلغ من العمر 65 عاماً أو أكثر. وبلغ متوسط حجم الأسرة المعيشية 3.70، أما متوسط حجم العائلات فبلغ 4.18.
بلغ العمر الوسطي للسكان 26.6 عاماً. وكانت نسبة 32.9% من القاطنين تحت سن الثامنة عشر، وكانت نسبة 12.1% بين الثامنة عشر والرابعة والعشرين عاماً، ونسبة 26.5% كانت واقعةً في الفئة العمرية ما بين الخامسة والعشرين والرابعة والأربعين عاماً، ونسبة 14.7% كانت ما بين الخامسة والأربعين والرابعة والستين، ونسبة 7% كانت ضمن فئة الخامسة والستين عاماً فما فوق. يوجد لكل 100 أنثى 109.3 ذكر، ويوجد لكل 100 أنثى في الثامنة عشر من عمرها فما فوق 107.9 ذكر.
بلغ متوسط دخل الأسرة في المدينة 32,042 دولارًا، أما متوسط دخل العائلة فبلغ 36,389 دولارًا. وكان متوسط دخل الذكور 29,625 دولارًا مقابل 20,000 دولارًا للإناث. وسجل دخل الفرد الخاص بالمدينة 11,010 دولارًا. وكانت نسبة 15.5% من العائلات ونسبة 19.2% من السكان تحت خط الفقر، وكان من هؤلاء نسبة 22.5% تحت سن الثامنة عشر ونسبة 15.1% في الخامسة والستين من العمر وما فوق.

### تعداد عام 2010
بلغ عدد سكان ويليامس 5,123 نسمة بحسب تعداد عام 2010، وبلغ عدد الأسر 1,369 أسرة وعدد العائلات 1,130 عائلة مقيمة في المدينة. في حين سجلت الكثافة السكانية 399.9 نسمة لكل كيلومتر مربع (1,035.7/ميل2). وبلغ عدد الوحدات السكنية 1,487 وحدة بمتوسط كثافة قدره 116.1 لكل كيلومتر مربع (300.7/ميل2).
وتوزع التركيب العرقي للمدينة بنسبة 54.36% من البيض و1.15% من الأمريكيين الأفارقة و1.07% من الأمريكيين الأصليين و1.83% من الأمريكيين ذوي الأصول الآسيوية و0.08% من سكان جزر المحيط الهادئ و37.99% من الأعراق الأخرى و3.51% من عرقين مختلطين أو أكثر و75.95% من الهسبانيون أو اللاتينيون من أي عرق.
بلغ عدد الأسر 1,369 أسرة كانت نسبة 57.1% منها لديها أطفال تحت سن الثامنة عشر تعيش معهم، وبلغت نسبة الأزواج القاطنين مع بعضهم البعض 65.2% من أصل المجموع الكلي للأسر، ونسبة 10.2% من الأسر كان لديها معيلات من الإناث دون وجود شريك، بينما كانت نسبة 7.2% من الأسر لديها معيلون من الذكور دون وجود شريكة وكانت نسبة 17.5% من غير العائلات. تألفت نسبة 13.5% من أصل جميع الأسر من عدة أفراد يعيشون في نفس المنزل ونسبة 5.3% كانت تتألف من شخص يعيش بمفرده يبلغ من العمر 65 عاماً أو أكثر. وبلغ متوسط حجم الأسرة المعيشية 3.66، أما متوسط حجم العائلات فبلغ 4.04.
بلغ العمر الوسطي للسكان 28.3 عاماً. وكانت نسبة 33.2% من القاطنين تحت سن الثامنة عشر، وكانت نسبة 11.5% بين الثامنة عشر والرابعة والعشرين عاماً، ونسبة 28.1% كانت واقعةً في الفئة العمرية ما بين الخامسة والعشرين والرابعة والأربعين عاماً، ونسبة 18.8% كانت ما بين الخامسة والأربعين والرابعة والستين، ونسبة 8.3% كانت ضمن فئة الخامسة والستين عاماً فما فوق. وتوزع التركيب الجنسي للسكان بنسبة 52.1% ذكور و47.9% إناث.

## المناخ
يظهر الجدول التالي التغييرات المناخية على مدار السنة لويليامس:
| البيانات المناخية لـويليامس       | البيانات المناخية لـويليامس | البيانات المناخية لـويليامس | البيانات المناخية لـويليامس | البيانات المناخية لـويليامس | البيانات المناخية لـويليامس | البيانات المناخية لـويليامس | البيانات المناخية لـويليامس | البيانات المناخية لـويليامس | البيانات المناخية لـويليامس | البيانات المناخية لـويليامس | البيانات المناخية لـويليامس | البيانات المناخية لـويليامس | البيانات المناخية لـويليامس |
| الشهر                             | يناير                       | فبراير                      | مارس                        | أبريل                       | مايو                        | يونيو                       | يوليو                       | أغسطس                       | سبتمبر                      | أكتوبر                      | نوفمبر                      | ديسمبر                      | المعدل السنوي               |
| --------------------------------- | --------------------------- | --------------------------- | --------------------------- | --------------------------- | --------------------------- | --------------------------- | --------------------------- | --------------------------- | --------------------------- | --------------------------- | --------------------------- | --------------------------- | --------------------------- |
| الدرجة القصوى °ف (°م)             | 83 (28)                     | 83 (28)                     | 88 (31)                     | 97 (36)                     | 102 (39)                    | 112 (44)                    | 113 (45)                    | 115 (46)                    | 109 (43)                    | 100 (38)                    | 91 (33)                     | 76 (24)                     | 115 (46)                    |
| متوسط درجة الحرارة الكبرى °ف (°م) | 54.5 (12.5)                 | 60.8 (16.0)                 | 65.8 (18.8)                 | 73.2 (22.9)                 | 82.1 (27.8)                 | 91.2 (32.9)                 | 96.6 (35.9)                 | 94.6 (34.8)                 | 89.1 (31.7)                 | 79.2 (26.2)                 | 64.6 (18.1)                 | 55.4 (13.0)                 | 75.6 (24.2)                 |
| متوسط درجة الحرارة الصغرى °ف (°م) | 36.1 (2.3)                  | 39 (4)                      | 41.3 (5.2)                  | 44.8 (7.1)                  | 52 (11)                     | 58.3 (14.6)                 | 60.4 (15.8)                 | 58.4 (14.7)                 | 54.8 (12.7)                 | 48.3 (9.1)                  | 40.6 (4.8)                  | 36.5 (2.5)                  | 47.5 (8.6)                  |
| أدنى درجة حرارة °ف (°م)           | 22 (−6)                     | 25 (−4)                     | 27 (−3)                     | 31 (−1)                     | 35 (2)                      | 45 (7)                      | 45 (7)                      | 46 (8)                      | 39 (4)                      | 33 (1)                      | 23 (−5)                     | 21 (−6)                     | 21 (−6)                     |
| الهطول إنش (مم)                   | 3.25 (83)                   | 2.7 (69)                    | 1.95 (50)                   | 0.98 (25)                   | 0.35 (8.9)                  | 0.22 (5.6)                  | 0.03 (0.76)                 | 0.07 (1.8)                  | 0.37 (9.4)                  | 0.75 (19)                   | 2.14 (54)                   | 2.8 (71)                    | 15.62 (397)                 |
| متوسط تساقط الثلوج إنش (سم)       | 0.7 (1.8)                   | 0 (0)                       | 0 (0)                       | 0 (0)                       | 0 (0)                       | 0 (0)                       | 0 (0)                       | 0 (0)                       | 0 (0)                       | 0 (0)                       | 0 (0)                       | 0 (0)                       | 0.7 (1.8)                   |
| متوسط أيام هطول الأمطار           | 8                           | 7                           | 7                           | 4                           | 2                           | 1                           | 0                           | 0                           | 1                           | 3                           | 6                           | 8                           | 47                          |
| المصدر: WRCC                      |                             |                             |                             |                             |                             |                             |                             |                             |                             |                             |                             |                             |                             |